# 歌うたいが歌うたいに来て 歌うたえと言うが 歌うたいが歌うたうだけうたい切れば 歌うたうけれども 歌うたいだけ 歌うたい切れないから 歌うたわぬ!?
『歌うたいが歌うたいに来て 歌うたえと言うが 歌うたいが歌うたうだけうたい切れば 歌うたうけれども 歌うたいだけ 歌うたい切れないから 歌うたわぬ!?』（うたうたいがうたうたいにきて うたうたえというが うたうたいがうたうたうだけうたいきれば うたうたうけれども うたうたいだけ うたうたいきれないから うたうたわぬ!?）は、GReeeeNの4枚目のオリジナル・アルバム。2012年6月27日にNAYUTAWAVE RECORDSから発売された。

## 解説
前作『塩、コショウ』以来、約3年ぶりとなる作品。先行シングル8曲を含む全15曲若しくは16曲で構成されている。
タイトルは早口言葉に由来し、疑問符と感嘆符を含むと68文字にもなりメンバーでも覚えきれないため、『歌』、『略して「歌」』と略される。iTunesでは、「weeeek」先行配信と共に、予約特典に特別トラック「ソラシド(High speed remix)」が配信される。

## 収録曲

### CD.1
全曲 作詞・作曲：GReeeeN　編曲：JIN
1. 歌うたわぬ!?〜言えるかな〜 [0:49]
2. weeeek [3:33]
NEWSへの楽曲提供のセルフカバー
後に『C、Dですと!?』にも収録
3. ソラシド [2:53]
13thシングル。
テレビ朝日系列『お願い!ランキング』2011年8月度エンディングテーマ
4. 恋文 〜ラブレター〜 [4:12]
14thシングル
松竹配給映画『アントキノイノチ』主題歌。
5. Green boys [3:51]
NHK『アスリートの魂』2011年度テーマソング
後に「C、Dですと!?」にも収録
6. 花唄 [3:54]
12thシングル
『JAPAN COUNTDOWN』2011年6月度エンディングテーマ
7. オレンジ [3:46]
16thシングル
資生堂『SEA BREEZE』CMソング
8. pride [4:40]
朝日放送『夏の高校野球』2012年度応援ソング
ABCテレビ『熱闘甲子園』2012年度テーマソング[3]
後に「C、Dですと!?」にも収録
9. 緑のたけだ [3:01]
14thシングルのC/W
東洋水産「マルちゃん赤いきつねと緑のたぬき」CMソング
GReeeeNと武田鉄矢のコラボ曲
10. GOOD LUCKY!!!!! [3:27]
USJ10周年記念テーマソング
GReeeeNとベッキー♪♯のコラボ曲
11. ミセナイナミダハ、きっといつか [4:03]
15thシングル
フジテレビ系ドラマ『ストロベリーナイト』主題歌
12. every [4:14]
12thシングルのC/W曲
アサヒビール『アサヒ一番麦』CMソング
13. ワイはワイワイでいいワイ〜おまえワィ?〜 [2:45]
16thシングルのC/W曲
花王『クリアクリーン』CMソング
14. OH!!!! 迷惑!!!! [3:12]
17thシングル
15. 友達の唄
通常盤、初回限定盤A,B,C[4:05]
OH!!!! 豪華!!!! 初回盤 [4:10]
16. アナタへの恋文〜ラブレター〜 [4:20]
OH!!!!豪華!!!!初回盤のみ

### CD2(初回盤A)
1. 道
2. BE FREE
3. 愛唄
4. 旅立ち
5. いつまでも
6. キセキ
7. 街
8. アナタへの恋文 〜ラブレター〜

### Blu-ray Disc(OH!!!!豪華!!!!初回盤),DVD(初回盤A,B,C)
Music Clips
1. GOOD LUCKY!!!!!
2. 花唄
3. ソラシド
4. 恋文 ～ラブレター～
5. ミセナイナミダハ、きっといつか
6. オレンジ
7. OH!!!!迷惑!!!!

### iTunes予約注文特典
- ソラシド (High speed remix) [3:34]